# Estanco del tabaco en Nueva España
El estanco del tabaco en Nueva España se concretó con la llegada del visitador José de Gálvez. La corona española restringió ciertas zonas para su cultivo, asimismo, debido a aquellas restricciones hubo reacciones violentas en varias regiones de Nueva España. Como consecuencia del estanco del tabaco, surgieron ciertas formas de contrabando. La decadencia del estanco se dio con el comienzo del movimiento de independencia. 

## Historia

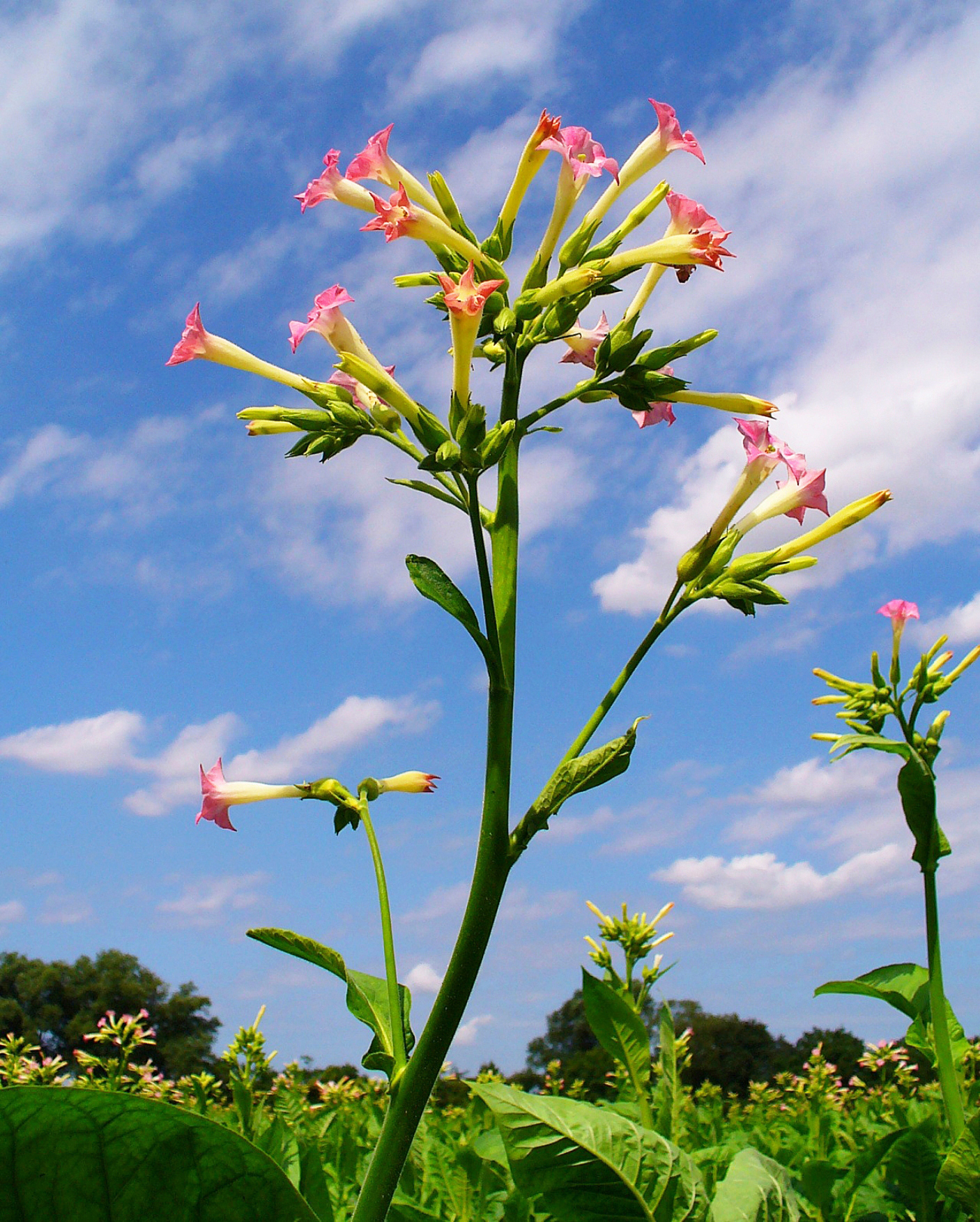
Planta de tabaco en floración

Los estancos del tabaco en las colonias de España se establecieron ya iniciado el siglo XVIII. En el caso de la Nueva España, el establecimiento del estanco se formalizó mediante una Real cédula fechada el 13 de agosto de 1764 y luego se envió al primer visitador de tabacos Francisco de Armona, quien murió en la travesía. Fue hasta en enero de 1765 que se estableció en Nueva España el estanco del tabaco con la llegada del visitador José Gálvez, quien arribó a ejecutar la real orden y recoger todo el tabaco existente, para proceder a organizar formalmente el monopolio real sobre el cultivo, procesamiento y comercialización de la planta y su hoja. Previo al establecimiento del estanco, se habían realizado propuestas para estancar el tabaco por parte de las autoridades o particulares, pero debido los intereses no se concretó nada. En 1748 se llevó a cabo un sondeo para estimar el valor del comercio de tabaco el cual resultó en 12 millones de pesos. La mitad de lo estimado se concentraba en la Ciudad de México y sus alrededores.

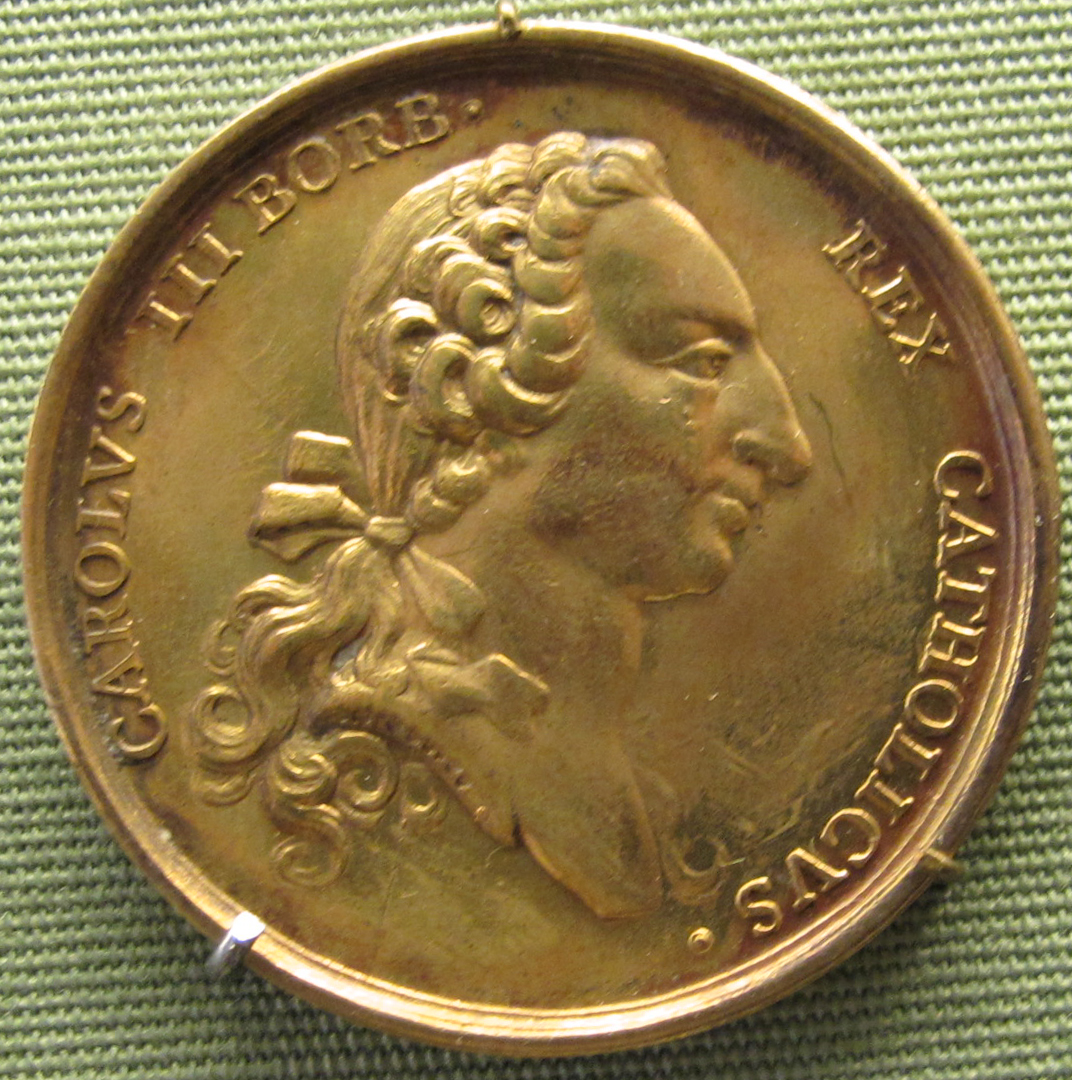
Moneda de oro con el perfil de Carlos III

En un inicio, el virrey Revillagigedo se oponía a la idea del estanco del tabaco. Una vez coronado Carlos III, el ministro Arriaga mandó al virrey Joaquín de Montserrat y Cruïlles la orden de establecer el estanco en 1761, pero no fue posible tal orden debido a la guerra entre España e Inglaterra, y por la toma de La Habana y Manila en 1762 por parte de los ingleses.

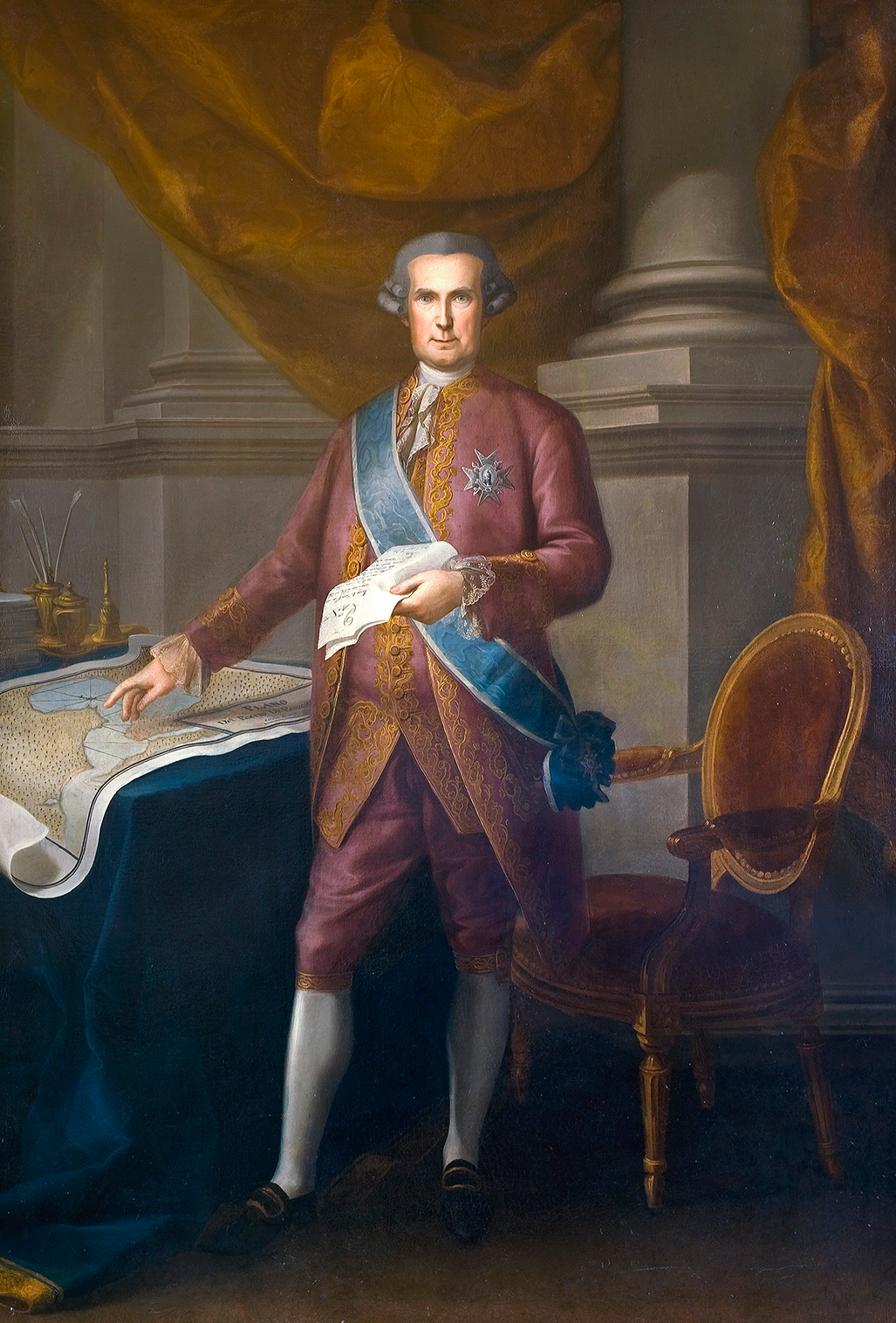
El visitador José de Gálvez puso en funcionamiento el estanco del tabaco

El funcionamiento del estanco de tabaco se dio a partir de la visita de José de Gálvez. En sus inicios, el estanco del tabaco tenía su dirección general en la Ciudad de México, ahí también se estableció su contaduría, una tesorería y los almacenes generales. Asimismo, se tuvieron 11 factorías y 4 administraciones independientes. Las factorías se encontraban en la Ciudad de México, Guadalajara, Puebla, Oaxaca y Veracruz.

## Cultivo
En la parte del cultivo, se restringió una sola región, en Veracruz para tener un mejor control. La región abarcaba los campos en torno a las villas de Córdoba y Orizaba, así como los de Huatusco y Zongolica. Después del corte y del curado y el beneficio del tabaco, se almacenaba en Córdoba y en Orizaba, y durante el año se trasladaba a los almacenes generales de la Ciudad de México, conocidos como los Almacenes del Rey. Toda cosecha era vendida a la administración de la Renta del Tabaco al precio que ésta fijaba.
Debido al interés de la corona sobre el estanco del tabaco, se concedió al juez de la Acordada y a sus comisarios proceder contra aquellos que continuaran negociando con tabaco. A los alcaldes mayores de todo el territorio se les ordenó que dieran cuenta de los caudales que habían utilizado al recoger los tabacos existentes, así como en el establecimiento de fielatos.

## Procesamiento y distribución del tabaco por el estanco

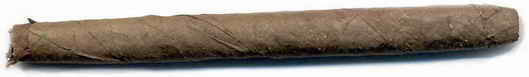
Puro o cigarro

En una visita de Gálvez a la región de cultivo Córdoba y Orizaba, Gálvez se percató de que las medidas tomadas por él habían sido echadas hacia atrás por la junta del estanco. En Puebla, se decía que la población se encontraba perturbada debido a la orden de establecimiento de una fábrica de cigarros, pero en realidad la inquietud provenía del levantamiento del padrón que se realizaba para la formación de milicias. En oposición del establecimiento de fábricas propuesto por Gálvez, se acordó que los cigarreros de oficio podían adquirir el tabaco en rama en las administraciones para que los manufacturasen, asimismo, estableciendo una tarifa pública del número de puros y cigarros que se debían dar por medio real. En un momento, incluso este acuerdo se canceló permitiendo que cualquiera pudiese labrar y traficar tabaco, y tanto el virrey como Gálvez que se encontraban en desacuerdo informaron al rey sobre la situación. 

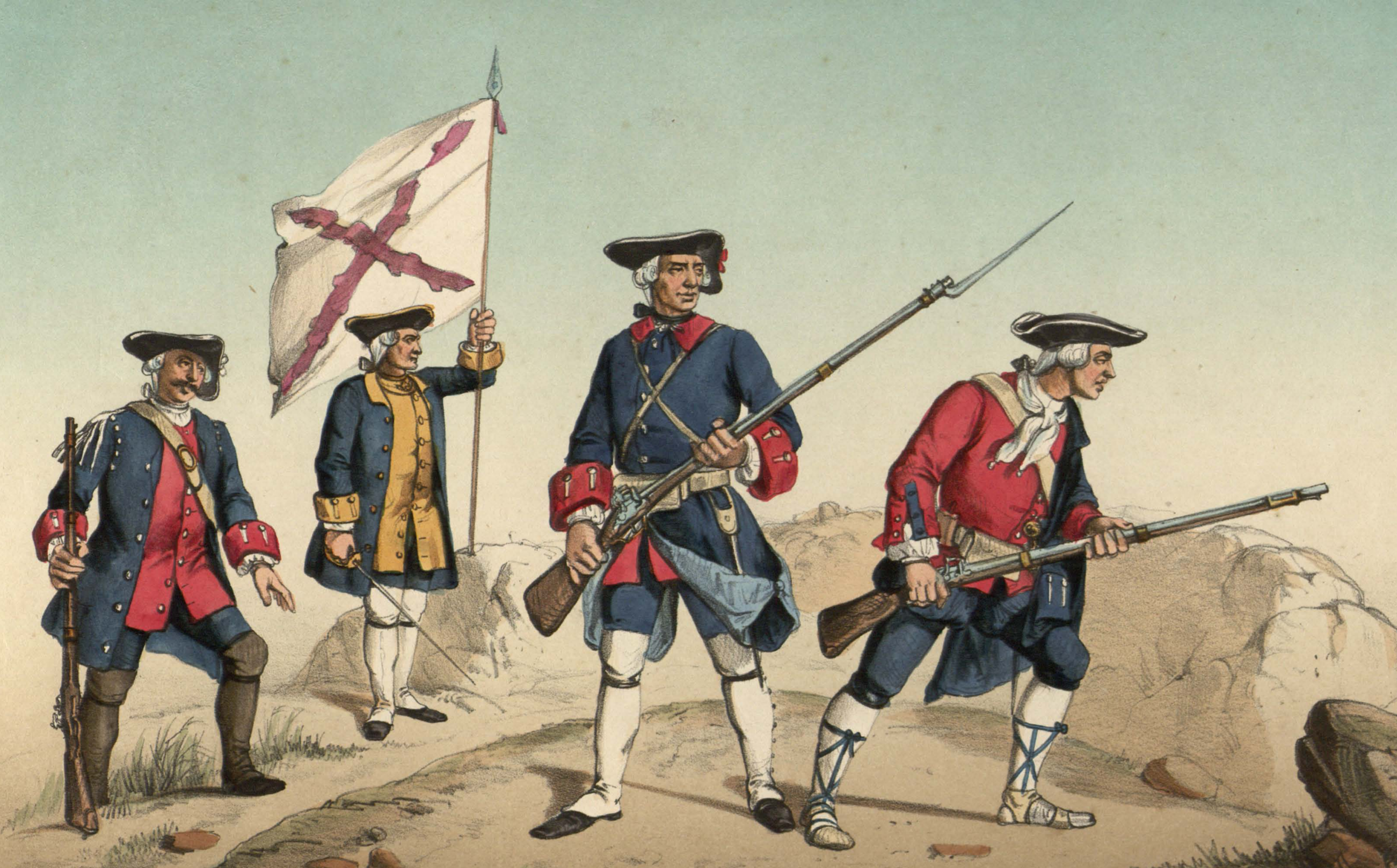
La formación de milicias causó más inquietud en Puebla que el estanco de tabaco

El tabaco se comercializaba en rama y el consumidor fabricaba su propio puro o cigarro, o bien en polvo que era utilizado como rapé. A través de los años también se establecieron fábricas de puros y cigarros, con ello se algunas de las pureras y cigarrerías particulares. El personal independiente fue absorbido para trabajar en diversas fábricas, o bien, se acomodó para que, a cargo de renta, brindara sus servicios en algún fielato o estanquillos. Los estanquillos, por su parte, fueron los únicos lugares autorizados para la venta de cigarrillos.
La primera fábrica “La Real Fábrica de Puros y Cigarros de México” se estableció en la Ciudad de México a mediados del año de 1769 en el barrio de la Lagunilla, en la calle conocida actualmente como República de Paraguay, donde hombres y mujeres trabajaban en salones separados. Posteriormente se establecieron fábricas en Orizaba, Puebla, Oaxaca, Guadalajara y Querétaro.

## Contratos
En la región exclusiva (Córdoba, Orizaba y Huatusco), las autoridades negociaron con los labradores que tradicionalmente cultivaban el tabaco y así se nombraron dos representantes que serían los diputados y los encargados de realizar contratos. Dichos contratos se realizaban por un periodo de tres años y podían ser renovados, lo que implicaba con una nueva negociación. Las negociaciones indicaban la cantidad de matas a sembrar, calidad y precios entre otras cosas. Conforme pasó el tiempo, el precio de compra fue cada vez más castigado.

## Reacciones ante el monopolio

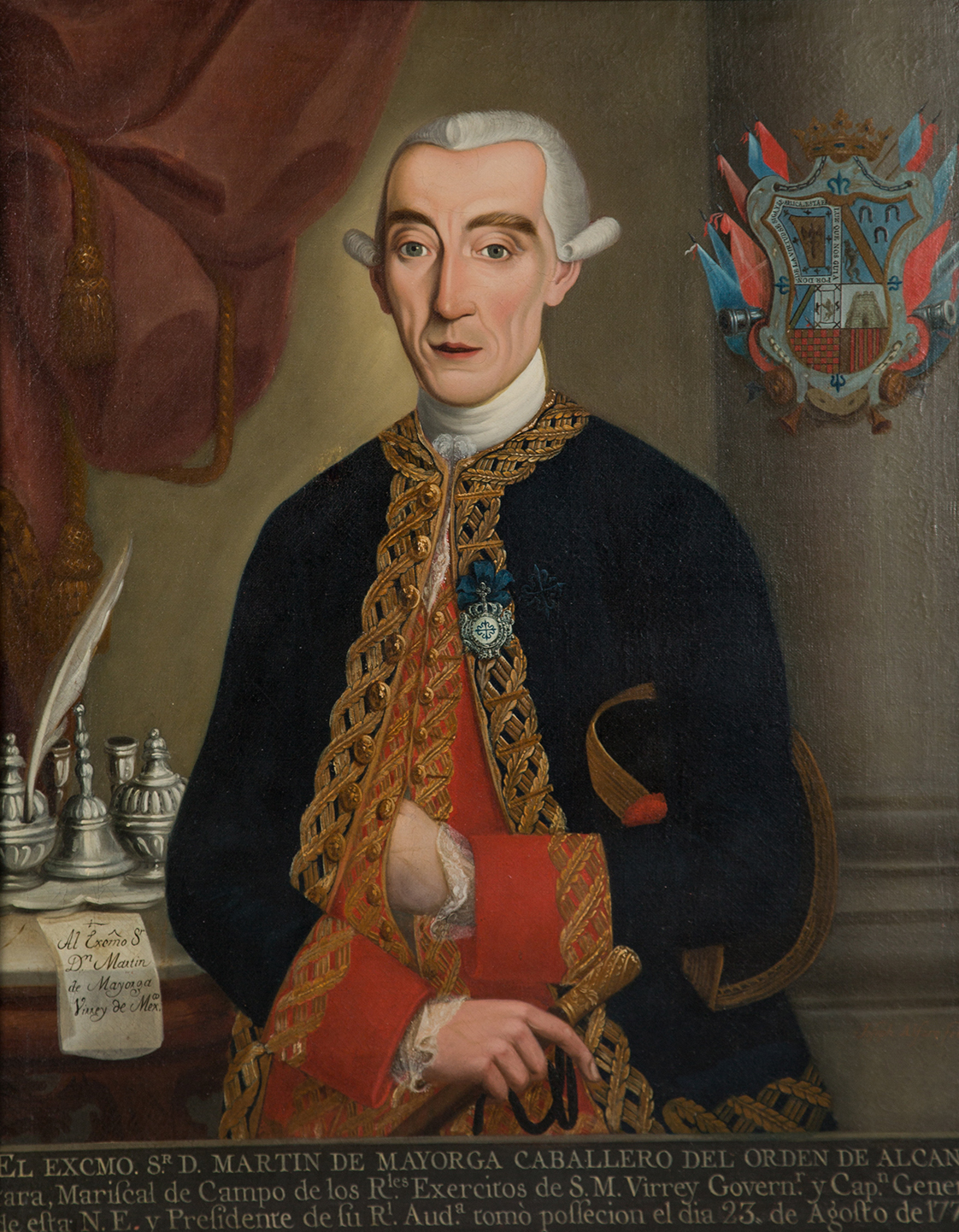
En la época del virrey Martín de Mayorga se aumentó el trabajo en las fábricas de tabaco, pero no el sueldo

Al inicio, se limitó a monopolizar la producción y venta del tabaco en rama. Las zonas donde se cultivó fueron Córdoba, Orizaba, Huatusco y Zongolica. En estas regiones los agricultores se limitaron a vender toda su producción a la administración de la Renta del Tabaco a precios señalados por la administración, y como consecuencia, hubo reacciones violentas en Guadalajara, Puebla, Colima. Oaxaca, Yucatán debido a que el cultivo del tabaco fue prohibido. En cada renovación de contrato con los agricultores, hubo resistencias y protestas tanto de forma individual como en asociación o gremio de cosecheros.
El monopolio de la fabricación y venta de los productos del tabaco no solo afectó a los agricultores, sino también sectores de fabricantes, comerciantes y artesanos de las ciudades, además de aquellos que labraban el tabaco en sus domicilios o lo vendían ya manufacturado en las calles. Todo ello llevó a varios levantamientos, por ejemplo, el de Guanajuato, del 17 de julio de 1766 además de pedir la supresión del empadronamiento militar, se ensañaron contra las oficinas y empleados de la administración del estanco donde se pidió que se erradicaran los estanquillos y se anularan las nuevas alcabalas.

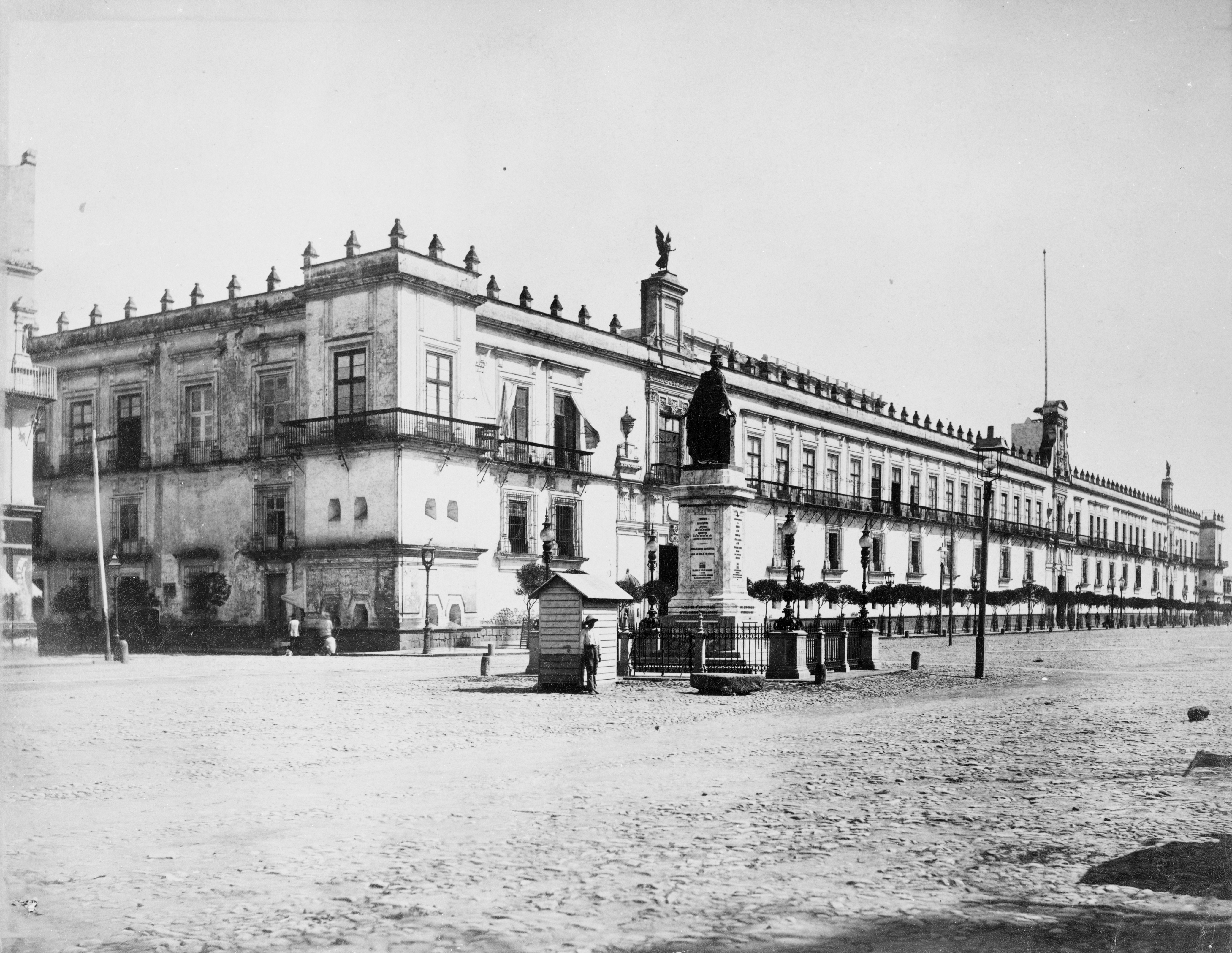
Hubo una manifestación en el Palacio Real, hoy Nacional, por el aumento del trabajo en las fábricas de tabaco

Durante la época del virrey Martín de Mayorga se decidió aumentar el trabajo de las fábricas sin aumentar la remuneración, lo que ocasionó una manifestación en el palacio real. En cuanto a utilidades, entre 1785 y 1789 la administración del estanco había gastado 11,477,841 pesos entre fletes, derechos de alcabala y gastos de las fábricas de puros y cigarros. A cambio de esta inversión, el estanco generó 30,736,638 pesos en los mismos años. Si a ello se le descuentan 3.5 millones de pesos por gastos de administración e inversión. El estanco produjo una ganancia de 15 millones de pesos aproximadamente. A pesar de los conflictos, la Corona siguió apoyando el monopolio del estanco debido a su rentabilidad.

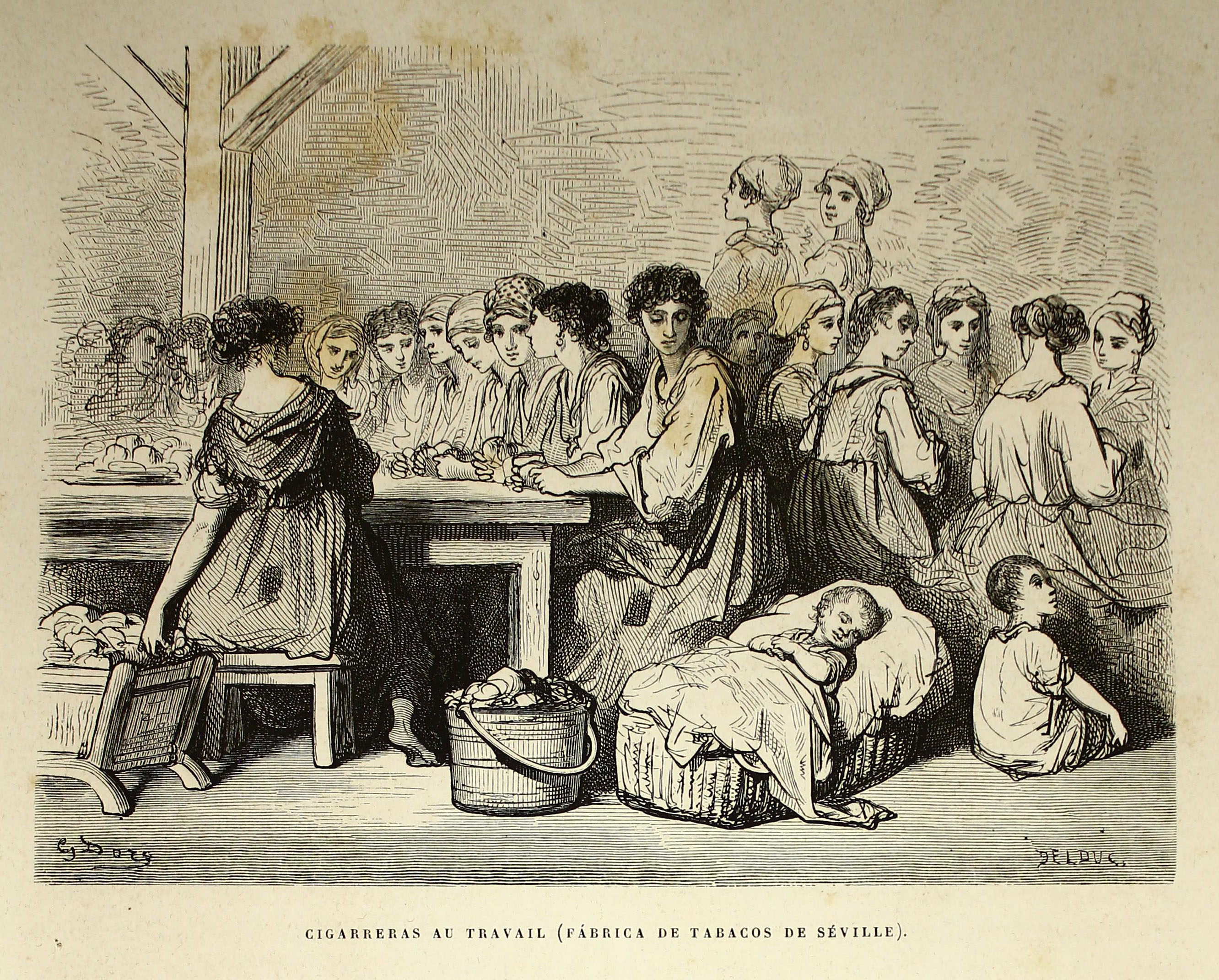
El de cigarreras fue uno de los primeros trabajos asalariados para la mujer

## Contrabando de tabaco en la Nueva España
En un inicio, el abastecimiento del tabaco por parte del monopolio tuvo dificultades, y por otro lado, los sujetos al verse despojados de una fuente de trabajo, iniciaron el comercio clandestino del tabaco. Como medida contra los efectos (comercio ilegal) que ocasionaba el contrabando del tabaco se elaboraron reglamentos. Los reglamentos fueron hechos por los ministros del gobierno Borbón de Carlos III.
En cuanto al proceso del delito, era necesario que el escribano diera fe de la aprehensión y las circunstancias conforme se fueran desarrollando los hechos. En el proceso se encarcelaba a los infractores y se confiscaban sus bienes. Por delincuentes se entendía a los dueños, conductores, vendedores, encubridores o compradores de contrabando. Se les tomaba declaración a los aprehendidos con la finalidad de que confesaran los nombres de los sujetos implicados en el tráfico de tabaco y al comprobarles su delito se les imponía la pena del duplo. La pena del duplo consistía en pagar dos veces el valor del tabaco confiscado, esto se llevaba a cabo en la primera vez y en las demás veces el juez aplicaba multas más altas y castigos corporales. En caso de resistencia de resguardo los contrabandistas eran acreedores a 200 azotes y cuatro años de prisión, asimismo, en caso de que la resistencia hubiera causado estragos en el resguardo se aplicaba la pena de muerte a los traficantes. Los castigos eran diferentes para menores de edad e indígenas, si el infractor era menor de edad el juez era el encargado de designar el castigo, por otro lado, si el infractor era indígena el castigo solamente debía ser corporal.
En cuanto al tabaco confiscado, se dividía en tres partes para repartir su costo entre el juez, el denunciante y el aprehensor. Los denunciantes, por su parte, eran los individuos más pobres y se encontraban estaban alerta en todas partes debido a las recompensas.
El territorio era extenso para dictar normas desde la capital, por ello, para atacar las dificultades de cada región, los administradores podían proceder de acuerdo a su juicio en los problemas particulares de su jurisdicción.
Con el fin de evitar el contrabando de viajeros, el rey determinó en la Real Orden del 18 de noviembre de 1784 y 3 de agosto de 1785 la cantidad de tabaco que los viajeros podían llevar de España a América. Los viajeros solo tenían permitido llevar dos libras de tabaco para su consumo durante el viaje. 

## Formas del contrabando

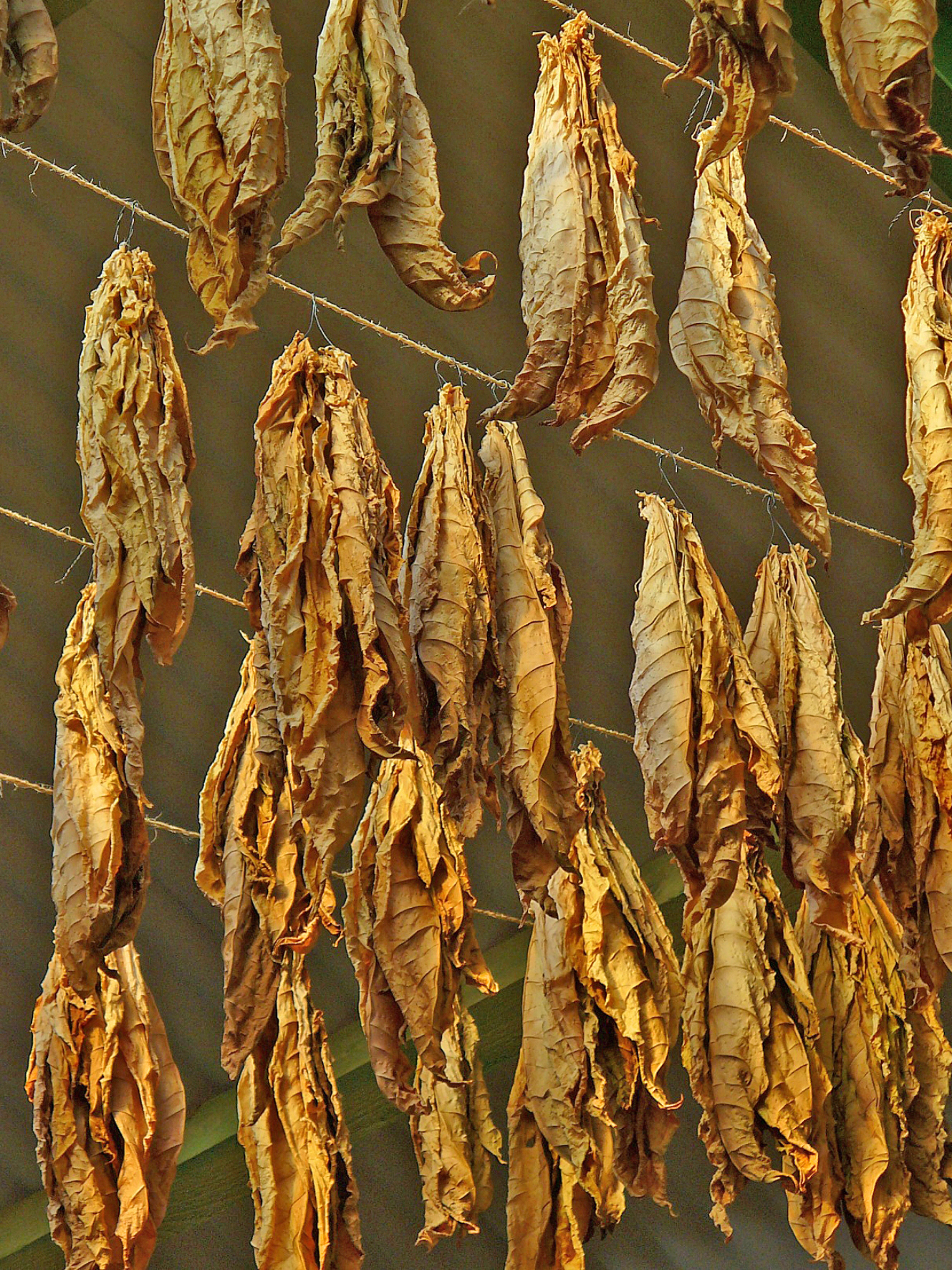
Ramas de tabaco

Los cosecheros seleccionaban las mejores hojas para venderlas a los traficantes, por otro lado, también existían las siembras clandestinas, aunque el producto no era de calidad debido a que el cultivo y curado de las hojas era apresurado. Estas formas de contrabando no se daban demasiado debido a las denuncias particulares y la vigilancia del resguardo en campos y en caminos apartados.
Otra forma de tráfico se daba cuando los particulares podían comprar tabaco en rama y destinarlo a las cigarrerías clandestinas. La autoridad combatió esta forma de contrabando al exigir que todos los administradores de estancos llevaran cuenta del tabaco en rama que vendían y quienes compraban frecuentemente tabaco en rama, eran sospechosos e inmediatamente eran investigados.
La última forma de contrabando se realizaba en las fábricas del gobierno, donde los cigarreros clandestinos desbarataban los cigarros manufacturados para después elaborar cigarros de menor tamaño y mejor calidad.

## El resguardo y los contrabandistas
En cada factoría se organizó un resguardo de la administración de la Renta del Tabaco, el cual estaba compuesto por cierto número de visitadores, tenientes, un escribano y guardias armados.
El resguardo se dedicó a destruir las plantaciones que se encontraban fuera de los límites establecidos para el cultivo del tabaco, asimismo, confiscaron toda la hoja y tabaco manufacturado en manos de los contrabandistas. Aquellas tareas implicaban cierta violencia ya que en el pasado había libertad de cultivo y muchos se beneficiaban del tabaco, y en un inicio, fue necesario el apoyo de las milicias regulares.

## Control en Valladolid
En 1777 empezó a funcionar el cuerdo de resguardo en Valladolid, hoy Morelia. Lo que dificultó la ejecución de las tareas fue que las poblaciones se encontraban muy dispersas en un enorme territorio impenetrable por la falta de caminos.
Ya en 1790, se contó con cuatro visitadores con sueldo de mil pesos, tres tenientes visitadores con sueldos de 800 pesos anuales y 15 guardias con sueldos de 500 pesos anuales.

## Decadencia

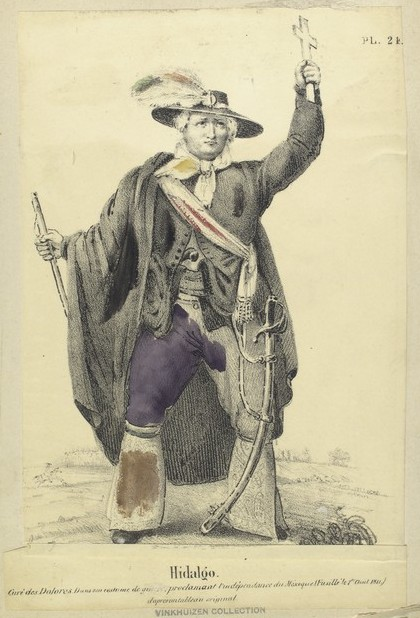
El movimiento insurgente iniciado por el cura Miguel Hidalgo deterioró la Renta del Tabaco

El deterioro de la Renta del Tabaco se dio en 1810 como consecuencia del movimiento de Miguel Hidalgo. En aquel tiempo, fue común la destrucción de almacenes, la quema de tabaco en hoja y el contrabando del tabaco tuvo sus mayores índices entre 1820 y 1821 debido a que la Renta se vio impedida para abastecer de tabaco a todos los consumidores de la Nueva España.
Para los insurgentes, el dinero que se encontraba en las administraciones del tabaco podía servir para su movimiento. La Renta del tabaco tuvo que organizar un ejército para hacer frente al movimiento insurgente, lo cual deterioró su situación porque debía aprovisionar, pagar y mantener a sus tropas con los ingresos generados del tabaco.
Otro motivo de la ruina de la Renta fue que los cosecheros dejaron de cultivar tabaco y con la falta de abasto de materias primas las fábricas en Querétaro y Guadalajara tuvieron que cerrar. Las fábricas que continuaban en pie eran las de México, Guadalupe, Puebla y Orizaba, pero eran insuficientes para abastecer toda la demanda del virreinato.